# Casa Ramon Samaranch
La Casa Ramon Samaranch és un edifici de Terrassa inclòs a l'Inventari del Patrimoni Arquitectònic de Catalunya, situat al carrer de Volta, al barri de Ca n'Aurell.

## Descripció
Es tracta d'un conjunt de dos petits habitatges unifamiliars bessons de les dimensions d'un casal situats entre mitgeres, de planta rectangular, cadascun dels quals consta de planta baixa i dos pisos, amb les obertures lleugerament arrodonides. A la planta baixa hi ha dues obertures, la porta d'accés a l'esquerra i una finestra. Al primer pis hi ha un balcó amb barana de ferro sinuosa, i al segon pis, tres finestres balconeres. El coronament de l'edifici és amb una doble cornisa arrodonida.

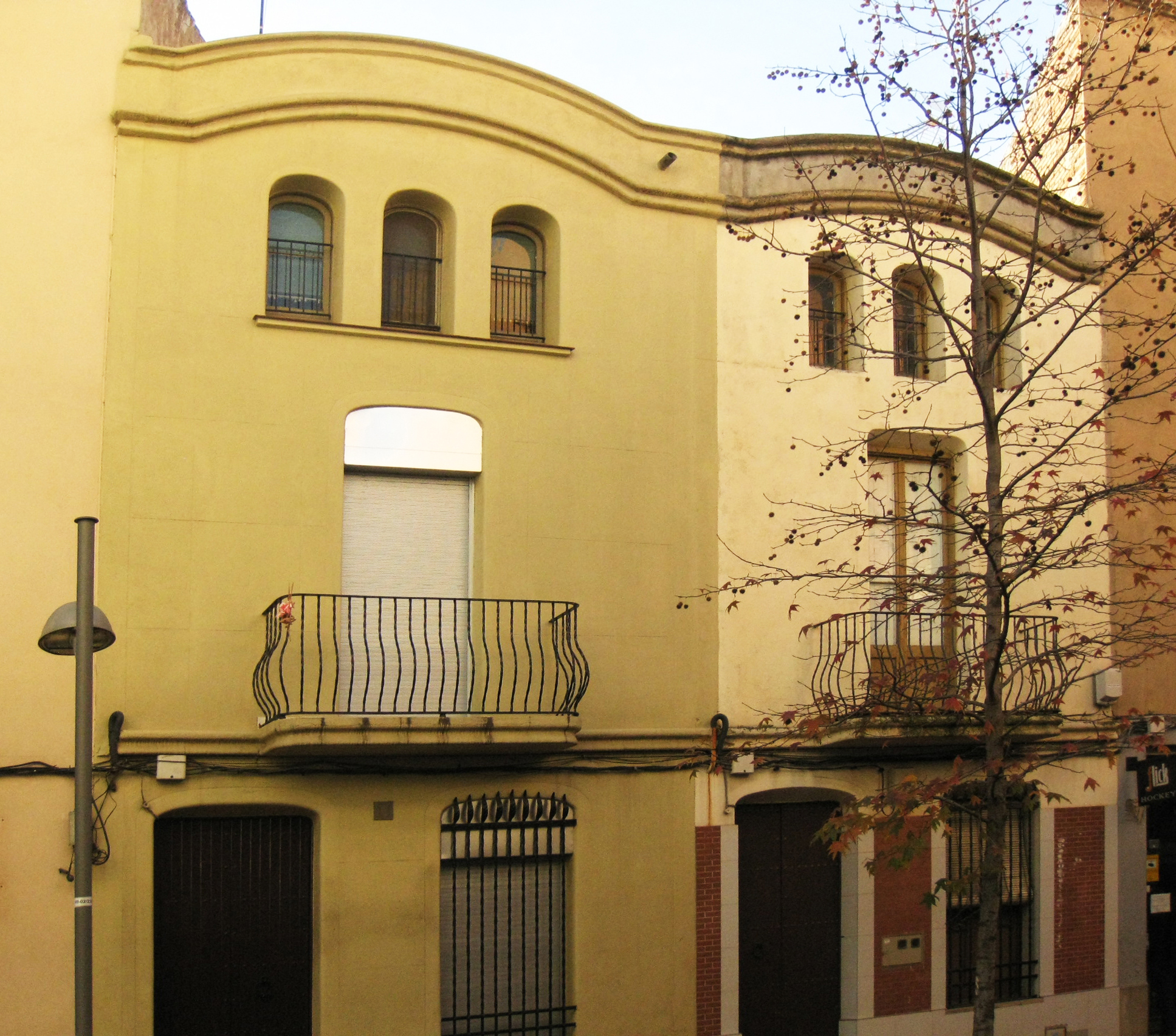
Una altra vista del conjunt

## Història
La Casa Ramon Samaranch va ser bastida l'any 1916 per l'arquitecte Lluís Muncunill. Segons la fitxa de l'Inventari d'Edificis i Elements Arquitectònics de l'Ajuntament de Terrassa no hi ha documentada cap ampliació per part de l'autor, cosa que fa pensar que tots dos edificis foren construïts alhora.